# Heeresmusikkorps Veitshöchheim
Das Heeresmusikkorps Veitshöchheim (HMusKorps Veitshöchheim), bis 30. September 2013 Heeresmusikkorps 12 (HMusKorps 12) mit Standort Veitshöchheim ist ein Musikkorps der Bundeswehr. Im Zuge der Neuausrichtung der Bundeswehr wurde das Heeresmusikkorps Veitshöchheim dem Zentrum Militärmusik der Bundeswehr unterstellt, und ist somit Teil der Streitkräftebasis.

## Aufgaben
Die wichtigste Aufgabe des Heeresmusikkorps Veitshöchheim ist die Truppenbetreuung im In- und Ausland. Neben ungezählten Auftritten bei militärischen Zeremoniellen, wie Gelöbnissen, Appellen und dem Großen Zapfenstreich, vorwiegend im süddeutschen Raum. Das Militärorchester spielte in diesem Rahmen auch in Bosnien-Herzegowina, im Kosovo, in Afghanistan und in Dschibuti. Das Einsatzgebiet umfasst gewöhnlich Franken, Tauberfranken sowie die Oberpfalz.
Die Repräsentation der Bundeswehr in der Öffentlichkeit ist die zweite Aufgabe des Heeresmusikkorps Veitshöchheim. Dabei erfreuen sich besonders die Benefizkonzerte größter Beliebtheit. Das Orchester bietet ein breites Repertoire. Es reicht vom traditionellen Militärmarsch, Transkriptionen klassischer Ouvertüren, Operetten, Originalkompositionen für sinfonisches Blasorchester über Filmmusik bis zu Big-Band-Arrangements und Vergleichbarem. Im internationalen Rahmen vertrat das Heeresmusikkorps Veitshöchheim die Bundeswehr bei Auftritten in Großbritannien, Frankreich, Dänemark, Norwegen, Österreich, Spanien, Tschechien, Georgien, den Niederlanden, der Schweiz, den USA und Kanada.

## Geschichte

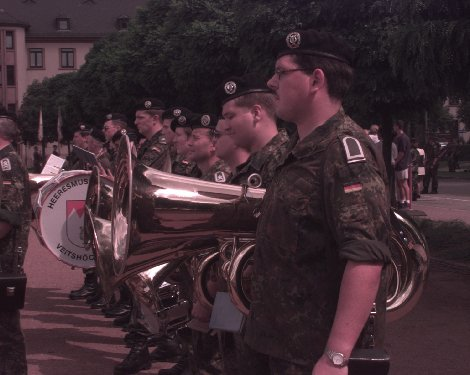
Soldaten des Heeresmusikkorps 12 im August 1997

Das Heeresmusikkorps Veitshöchheim wurde am 1. Mai 1962 als Luftwaffenmusikkorps 5 in Fürstenfeldbruck aufgestellt. Am 1. April 1963 erfolgte die Umbenennung in Heeresmusikkorps 13. Zum 16. Januar 1964 erfolgte ein Standortwechsel nach Nürnberg und am 1. April 1964 erfolgte die Umbenennung in Heeresmusikkorps 12. Am 1. Oktober 1965 wurde das Heeresmusikkorps 12 nach Veitshöchheim verlegt. Ende 2002 wurde das Heeresmusikkorps 12 den Divisionstruppen der neu in Veitshöchheim aufgestellten Division Luftbewegliche Operationen (DLO) zugeordnet. Aus dieser Zeit rührt die bis heute bestehende Ausstattung der Korpsangehörigen mit dem bordeauxroten Barett der Heeresflieger und Luftlandetruppen. Zum 1. Oktober 2013 erfolgte die Umbenennung in Heeresmusikkorps Veitshöchheim sowie die Unterstellung zum Zentrum Militärmusik der Bundeswehr.

## Leiter des Heeresmusikkorps Veitshöchheim
- 1962–1965: Hauptmann Ludwig Kühlechner
- 1965–1970: Major Hermann Schwander
- 1970–1973: Major Gerhard Schulz
- 1973–1976: Major Simon Dach
- 1976–1984: Major Bernd Faber
- 1984–1991: Major Volker Wörrlein
- 1991–1993: Hauptmann Friedrich Szepansky
- 1993–2002: Oberstleutnant Wilhelm Bruckhaus
- 2002–2006: Oberstleutnant Bernd Faber
- 2007–2015: Oberstleutnant Burkard Zenglein
- 2015–2024: Oberstleutnant Roland Kahle
- seit 2024: Hauptmann Wolfgang Dietrich

Von Januar bis März 2007 leitete Hauptmann Martin Wehn, bis zur endgültigen Übernahme durch Oberstleutnant Zenglein, das Heeresmusikkorps Veitshöchheim.

## Beschreibung des Wappens
Das Verbandsabzeichen des Heeresmusikkorps Veitshöchheim zeigt eine Lyra auf weißem Grund unter dem roten Fränkischen Rechen des Wappens der ehemaligen 12. Panzerdivision. Die Lyra steht für die Militärmusik und das Weiß ist Waffenfarbe der Militärmusiker der Bundeswehr.